# Sachsen
För andra betydelser, se Sachsen (olika betydelser).
Fristaten Sachsen (tyska: Freistaat Sachsen, sorbiska: Swobodny stat Sakska, äldre stavning: Saxen) är ett av Tysklands förbundsländer och historiskt ett tyskt kungarike och kurfurstendöme, som hade en betydligt större yta än det nuvarande förbundslandet Sachsen. Sachsen gränsar i öster till Polen, i söder till Tjeckien (med Erzgebirge ’malmbergen’, som gräns), i väster till Bayern, Thüringen, Sachsen-Anhalt och i norr till Brandenburg. Huvudstad är Dresden, men den största staden är Leipzig. Sachsen har lite över 4 miljoner invånare (2013) utspridda på 18 413 kvadratkilometer (220 invånare per kvadratkilometer).
Landets namn är uppkallat efter saxarna, en germansk folkstam. 'Saxarnas land' av fornhögtyska sachse 'saxare', 'de svärdbärande'. Av fornhögtyska och gotiska sahs 'stenkniv, svärd' från latinska saxum 'sten'.

## Historia

### Sachsen som historisk region
Det tyska förbundslandet Sachsen existerar i sin nuvarande form sedan Tysklands återförening 1990, men Sachsen som namn på en region och stat syftar historiskt även på flera olika områden och statsbildningar omkring floden Elbe från tidig medeltid fram till idag. Deras historiska gränser avviker kraftigt från förbundslandets nuvarande gränser och Sachsen under sin största historiska utsträckning är därför idag fördelat på flera förbundsländer, av vilka Fristaten Sachsen endast är ett.

### Medeltiden
Sedan 500-talet under folkvandringstiden lämnades Elbeområdet av germanerna, som drog sig västerut, åt slaviska stammar. Senare uppstod en motvåg, och år 929 angrep tyskarna under kung Henrik I av Tyskland (f.d. hertig av Sachsen) slaverna och överskred Elbe, samt byggde fästningen Meissen. Den slaviska befolkningen blev successivt germaniserad. 1089 förlänades området åt Henrik av Eilenburg av huset Wettin, med titeln markgreve av Meissen, och under 1100-talet började tyska bönder flytta hit. Under 1200-talet kodifierades rättspraxisen i Sachsen i Sachsenspiegel, en lagbok på lågtyska av ansenligt rättshistoriskt intresse.

### Kurfurstendömet Sachsen
Genom kejsaren Karl IV:s Gyllene bulla fastslogs att hertigarna av Sachsen-Wittenberg även var ärftliga kurfurstar. 1485 delades kurfurstendömet i den övre albertinska delen och den nedre ernestinska delen, där kurfurstevärdigheten kom att tillfalla den ernestinska delen. Efter Schmalkaldiska kriget kom dock Moritz av Sachsen från den albertinska linjen att överta kurfurstevärdigheten och huvuddelen av Sachsens territorium. I samband med detta flyttades även kurfurstendömets huvudstad till Dresden.
Under 1700-talet kom Sachsens granne i norr, Preussen, att utvecklas som krigarstat och 1745 besegrades Sachsen av preussarna i slaget vid Kesselsdorf. Sachsen fick betala en miljon thaler i lösen, men angreps snart på nytt och sjuårskriget (1756-1763) mellan huvudkombattanterna Preussen och Österrike kom till stor del att utspelas på sachsisk mark. Landet förstördes i hög grad av både fientliga och allierade styrkor.

### Kungariket Sachsen
Från 1763 regerades Sachsen av kurfursten Fredrik August III, vilken 1806 kröntes till kung av Sachsen (då han tog sig kunganamnet Fredrik August I). Det nya kungariket kom att ingå i Rhenförbundet och fick Dresden som huvudstad. 1809 inleddes på order av Napoleon förstörelsen av huvudstadens fortifikationerna och 1829 blev Dresden en öppen stad. 
Efter Napoleons nederlag 1813 förlorade Sachsen sin bundsförvant och på grund av troheten mot Napoleon fängslades Fredrik August I av Sachsen en tid i Berlin. Wienkongressen 1815 medförde en förlust av tre femtedelar av statens territorium till Preussen, och Sachsens politiska roll i Tyskland minskade avsevärt i betydelse.

### Fristaten Sachsen och DDR-tiden
1918 abdikerade Sachsens siste kung, Fredrik August III, och landet blev Fristaten Sachsen (som sedan 1990 åter är statens officiella beteckning).
Efter andra världskriget ingick Sachsen från 1945 till 1949 i den sovjetiska ockupationszonen (Sowjetische Besatzungszone), och sedan i Östtyskland från 1949. 1952 upplöstes Sachsen och bildade de tre östtyska distrikten Dresden, Karl Marx-Stadt och Leipzig. Vid Tysklands återförening 1990 återskapades Sachsen som ett förbundsland.

## Större städer
| - Annaberg-Buchholz - Aue - Auerbach - Bautzen (Budyšin) - Bischofswerda (Biskopicy) - Borna - Brand-Erbisdorf - Chemnitz - Coswig - Crimmitschau - Delitzsch - Dippoldiswalde - Döbeln - Dresden* - Eilenburg - Flöha - Freiberg - Freital | - Glauchau - Görlitz (Zhorjelc) - Grimma - Großenhain - Hohenstein-Ernstthal - Hoyerswerda (Wojerecy) - Kamenz (Kamjenc) - Leipzig - Limbach-Oberfrohna - Löbau - Marienberg - Markkleeberg - Meissen - Mittweida - Niesky (Niska) - Oelsnitz | - Oschatz - Pirna - Plauen - Radeberg - Radebeul - Reichenbach - Riesa - Rochlitz - Schkeuditz - Schwarzenberg - Sebnitz - Stollberg - Torgau - Weißwasser (Běła Wóda) - Werdau - Wurzen - Zittau (Žitawa) - Zschopau |
| | | - Zwickau |

## Näringsliv
Sachsen har genom tiderna haft stor lantbruksproduktion och omfattande gruvdrift. Tysklands industrialisering hade en tyngdpunkt i Sachsen med bland annat bilindustri och finmekanisk industri. Sachsen är berömt för porslinsproduktionen i bland annat Meissen. 
Andra världskriget, de sovjetiska demonteringarna och förfallet under DDR-epoken skadade Sachsens industri svårt. Idag investerar bland andra VW i delstaten, främst i trakten runt Zwickau. Sedan 1990 har ett flertal olika amerikanska chiptillverkare investerat miljardbelopp i Dresden.

## Administrativ indelning

Sachsens distrikt

I Sachsen finns tio Landkreise och tre kretsfria städer.
Landkreise
- Bautzen (Budyšin)
- Erzgebirgskreis
- Görlitz (Zhorjelc)
- Leipzig
- Meissen
- Mittelsachsen
- Nordsachsen
- Sächsische Schweiz-Osterzgebirge
- Vogtlandkreis
- Zwickau

Kretsfria städer
- Chemnitz
- Dresden
- Leipzig

### Tidigare indelningar
|    | Vapen |     | Landkreis               | Huvudort          |
| -- | ----- | --- | ----------------------- | ----------------- |
|    |       | ERZ | Erzgebirgskreis         | Annaberg-Buchholz |
|    |       | FG  | Landkreis Mittelsachsen | Freiberg          |
|    |       | Z   | Landkreis Zwickau       | Zwickau           |
|    |       | V   | Vogtlandkreis           | Plauen            |
|    |       |     | kretsfria städer        |                   |
| 1. |       | C   | Chemnitz                |                   |

|    | Vapen |     | Landkreis                                    | Huvudort           |
| -- | ----- | --- | -------------------------------------------- | ------------------ |
|    |       | BZ  | Landkreis Bautzen (Wokrjes Budyšin)          | Bautzen (Budyšin)  |
|    |       | GR  | Landkreis Görlitz (Wokrjes Zhorjelc)         | Görlitz (Zhorjelc) |
|    |       | MEI | Landkreis Meissen                            | Meissen            |
|    |       | PIR | Landkreis Sächsische Schweiz- Osterzegebirge | Pirna              |
|    |       |     | kretsfria städer                             |                    |
| 2. |       | DD  | Dresden                                      |                    |

|    | Vapen |     | Landkreis             | Huvudort |
| -- | ----- | --- | --------------------- | -------- |
|    |       | L   | Landkreis Leipzig     | Borna    |
|    |       | TDO | Landkreis Nordsachsen | Torgau   |
|    |       |     | kretsfria städer      |          |
| 3. |       | L   | Leipzig               |          |

## Politik

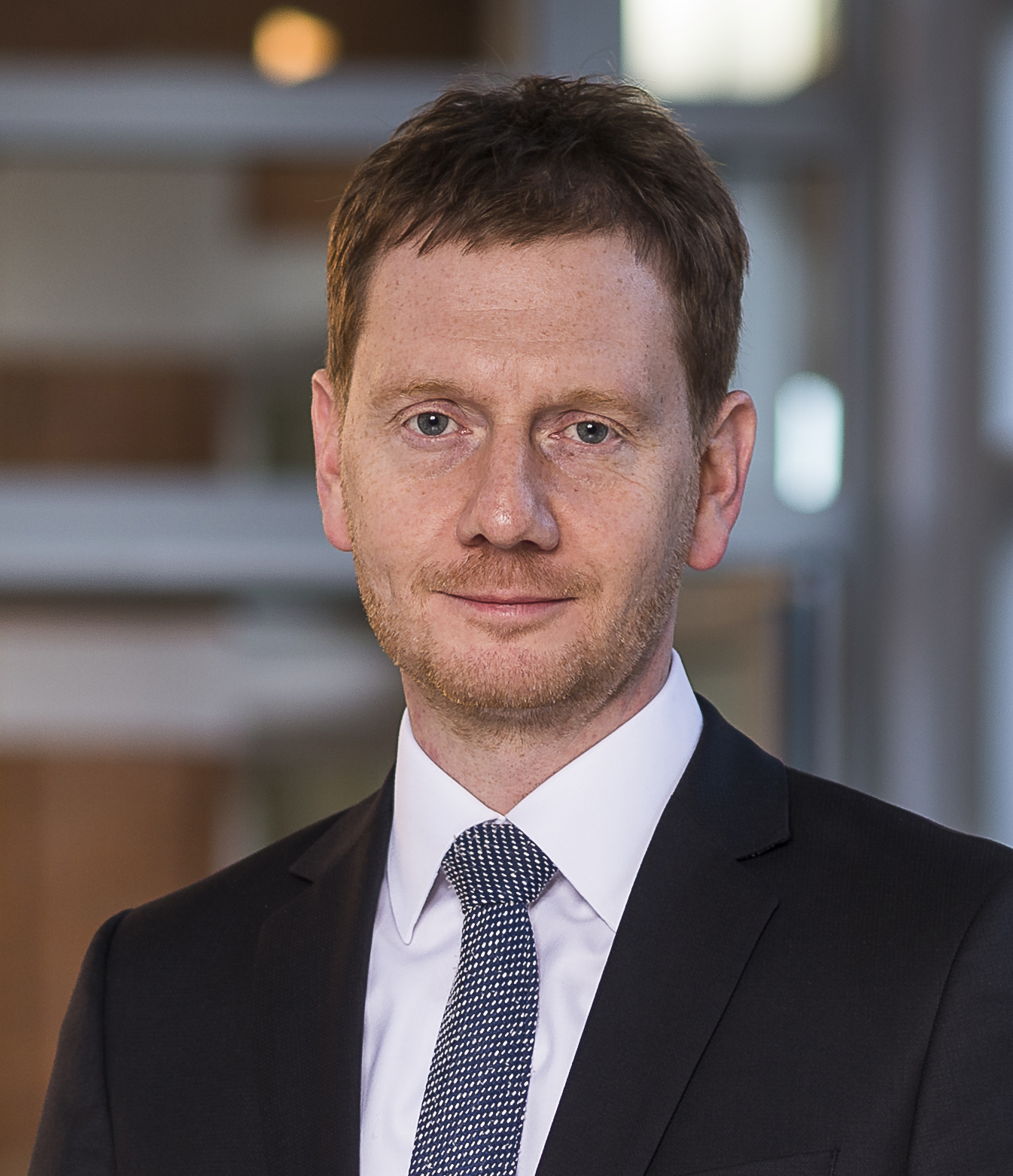
Sachsens ministerpresident Michael Kretschmer (CDU)

Ministerpresidenten leder Sachsens regering. Michael Kretschmer (CDU) har varit ministerpresident sedan 2017. 
Sachsens lantdag är Sachsens parlament. Den väljer ministerpresidenten och stiftar förbundslandets lagar samt fastställer förbundslandets budget.

### Lantdagsvalet 2009
Resultat
- 40,2 % Kristdemokratiska unionen (58 lantdagsledamöter).
- 20,6 % Vänstern (29 lantdagsledamöter).
- 10,4 % Socialdemokratiska partiet (14 lantdagsledamöter).
- 10,0 % Fria demokratiska partiet (14 lantdagsledamöter).
- 6,4 % Allians 90/De gröna (9 lantdagsledamöter).
- 5,6 % Nationaldemokratiska partiet (8 lantdagsledamöter).

### Lantdagsvalet 2014
Resultat
- 39,4 % Kristdemokratiska unionen (59 lantdagsledamöter).
- 18,9 % Vänstern (27 lantdagsledamöter).
- 12,4 % Socialdemokratiska partiet (18 lantdagsledamöter).
- 9,7 % Alternativ för Tyskland (14 lantdagsledamöter).
- 5,7 % Allians 90/De gröna (8 lantdagsledamöter).
- 5,0 % Nationaldemokratiska partiet (0 lantdagsledamöter).
- 3,8 % Fria demokratiska partiet (0 lantdagsledamöter).

### Lantdagsvalet 2019
Resultat
- 32,5 % Kristdemokratiska unionen (45 lantdagsledamöter).
- 28,4 % Alternativ för Tyskland (38 lantdagsledamöter).
- 12,3 % Vänstern (14 lantdagsledamöter).
- 8,9 % Allians 90/De gröna (12 lantdagsledamöter).
- 7,7 % Socialdemokratiska partiet (10 lantdagsledamöter).

### Lantdagsvalet 2024
Det nya partiet BSW (Bündnis Sahra Wagenknecht) nådde nära 12 % av rösterna. Framförallt Vänstern (Die Linke) och De gröna (Grüne) gick tillbaka.
Resultat
- 31,9 % CDU (41 mandat i lantdagen)
- 30,6 % AfD (40)
- 11,8 % BSW (15)
- 7,3 % SPD (10)
- 5,1 % Grüne (7)
- 4,5 % Die Linke (6)
- 2,3 % Freie Wähler (1)
- 2,2 % Freie Sachsen (–)